# هاریکین (گروه موسیقی صربستانی)
هاریکین (به انگلیسی: Hurricane) گروه موسیقی صربستانی است.
آن‌ها نماینده صربستان در یوروویژن ۲۰۲۱ بودند.